# Миронов, Евгений Андреевич
Евге́ний Андре́евич Миро́нов (11 января 1905, Александров-Пограничный, Варшавская губерния, Царство Польское, Российская империя — 24 мая 1976, Житомир, УССР, СССР) — советский военачальник, генерал-майор.

## Биография
Родился 11 января 1905 года в городе Александров-Пограничный (ныне г. Александрув-Куявски в Куявско-Поморском воеводстве, Польша). Русский.

### Военная служба

#### Межвоенные годы
В августе 1927 года Мазур был призван в РККА и зачислен курсантом в учебный дивизион 101-го артиллерийского полка ЛВО в городе Детское Село. В октябре 1928 года из этого полка командирован во 2-е Ленинградское Краснознаменное артиллерийское училище. Член ВКП(б) с 1929 года. После завершения обучения в феврале 1932 года продолжил службу в училище на должностях командира взвода батареи обслуживания, командира батареи и командира взвода курсантов.
С ноября 1937 года служил в 111-м артиллерийском полку начальником штаба и командиром дивизиона. В апреле 1939 года назначен командиром 317-го отдельного артиллерийского дивизиона особой мощности Ленинградского военного округа. В ходе советско-финляндской войны 1939—1940 гг. воевал на Карельском перешейке. Указом Президиума ВС СССР от 11 апреля 1940 года за боевые заслуги, личное мужество и героизм капитана Миронов был награжден орденом Ленина. В мае 1940 года дивизион был передислоцирован в ОдВО и участвовал в походе Красной армии в Бессарабию. С июля 1940 года майор Миронов — командир 473-го гаубичного артиллерийского полка РГК ПриВО. В 1940 году Ммиронов окончил 2 курса вечернего отделения Военной академии РККА им. М. В. Фрунзе.

#### Великая Отечественная война
С началом войны 473-й полк в составе 13-й армии воевал на Западном, Центральном и Брянском фронтах. Участвовал в Смоленском сражении и Орловско-Брянской оборонительной операции. В ходе последней с 3 по 18 октября находился в окружении в районах Суземка, Севск, Середина-Буда. Умело командуя полком, Миронов сумел сохранить его организацию и боеспособность, вывел более 800 человек личного состава с оружием. По выходе полк находился на переформировании, затем был направлен на Северо-Западный фронт и воевал в составе 34-й армии против демянской группировки противника.
С 29 октября 1942 года по 8 июня 1943 года Миронов проходил обучение в Высшей военной академии им. К. Е. Ворошилова, затем был назначен командиром 5-й гвардейской Сталинградской артиллерийской дивизии прорыва РГК. В это время дивизия в составе 5-го артиллерийского корпуса находилась в резерве Ставки ВГК в МВО. 20 июня 1943 года она была преобразована в 5-ю гвардейскую тяжёлую артиллерийскую Сталинградскую дивизию прорыва РГК. В июле дивизия вместе с корпусом была передана Западному фронту и в его составе участвовала в Смоленской наступательной операции, поддерживая войска 33-й и 68-й армий.
С 24 сентября 1943 года полковник Миронов переведён на должность командующего артиллерией 9-го гвардейского стрелкового корпуса. Его соединения и части в составе 61-й армии Центрального фронта в ходе битвы за Днепр отличились при форсировании реки в районе пгт Любеч, сёл Мысы и Неданчичи, захвате и удержании плацдарма на правом берегу Днепра. В последующем корпус участвовал в Гомельско-Речицкой, Калииковичско-Мозырской и Белорусской наступательных операциях. В июле того же года Миронов переведён на должность заместителя командующего артиллерией 8-й гвардейской армии. Участвовал с ней в Люблин-Брестской наступательной операции, в форсировании рек Западный Буг и Висла и боях по овладению Мангушевским плацдармом. В январе 1945 года отличился в Варшавско-Познанской наступательной операции, особенно при ликвидации окруженной группировки противника в районе города Познань. В марте был переведён на должность командующего артиллерией — заместителя командующего по артиллерии 69-й армии 1-го Белорусского фронта. Участвовал с ней в Берлинской наступательной операции, в овладении городами Франкфурт и Магдебург.
За время войны полковник Миронов был один раз персонально упомянут в благодарственных приказах Верховного Главнокомандующего.

#### Послевоенное время
После войны в сентябре 1945 года Миронов был переведён на должность старшего преподавателя кафедры артиллерии в Высшую военную академию им. К. Е. Ворошилова. В мае 1947 года назначен начальником штаба Управления командующего артиллерией 3-й ударной армии ГСОВГ, с июля 1950 года — командующим артиллерией той же армии. В апреле 1952 года переведён в ПрикВО на должность командующего артиллерией 8-й механизированной армии. С 11 января 1956 года генерал-майор артиллерии Миронов зачислен в распоряжение 10-го управления Генштаба Вооруженных Сил СССР. С 6 февраля 1956 года по 19 мая 1958 года находился в командировке в Румынии в качестве военного советника командующего артиллерией военного округа и старшего военного советника командующего артиллерией Румынской армии. По возвращении в СССР он был назначен начальником военной кафедры Днепропетровского горного института. 15 августа 1959 года гвардии генерал-майор артиллерии Миронов уволен в запас.

## Награды
- два орден Ленина (11.04.1940[5], 20.04.1953[6])
- четыре ордена Красного Знамени (31.10.1943[7], 14.08.1944[8], 17.07.1945[9], 06.11.1947[6])
- орден Кутузова I степени (31.05.1945)[10]
- орден Отечественной войны I степени (21.11.1942)[11]
- орден Красной Звезды (21.02.1945)[12][6]
- медали в том числе:
  - «За оборону Сталинграда» (1943)
  - «За Победу над Германией в Великой Отечественной войне 1941—1945 гг.» (27.09.1945)[13]
  - «За взятие Берлина» (1945)
  - «За освобождение Варшавы» (1945)
  - «Ветеран Вооружённых Сил СССР» (1976)

Приказы (благодарности) Верховного Главнокомандующего, в которых отмечен Е. А. Миронов.
- За завершение ликвидации группы немецких войск, окруженной юго-восточнее Берлина. 2 мая 1945 года. № 357.